# Карол Буке
Каро̀л Букѐ (на френски: Carole Bouquet) e френска филмова, телевизионна и театрална актриса, кинорежисьорка, сценаристка и модел.

## Биография
Родена е на 18 август 1957 година в Ньой сюр Сен. Дебютира в киното през 1977 година с главната роля във филма на Луис Бунюел „Този неясен обект на желанието“ („Cet obscur objet du désir“). Придобива международна известност със „Само за твоите очи“ („For Your Eyes Only“, 1981), а „Твърде красива за теб“ („Trop belle pour toi“, 1989) и донася награда „Сезар“ за най-добра актриса.
Дебютира в киното през 1977 г. с ролята на Беатрис в сериала „La famille Cigale“. До началото на 2010 г. се и снимала общо в 53 филма и сериали. Режисьорка е на 2 и сценаристка на 1 филм. Рекламно лице на „Шанел“. От 1997 до 2005 живее с Жерар Депардийо.

## Избрана филмография
| година | филм                           | оригинално заглавие       | роля          | режисьор    |
| ------ | ------------------------------ | ------------------------- | ------------- | ----------- |
| 1977   | Този неясен обект на желанието | Cet obscur objet du désir | Кончита       | Луис Бунюел |
| 1981   | Само за твоите очи             | Rien que pour vos yeux    | Мелина Хевлок | Джон Глен   |
| 1984   | Ляв бряг, десен бряг           | Rive droite, rive gauche  | Бабе Сенанк   |             |
| 1997   | Червено и черно                | Le rouge et le noir       | Луиз де Ренал |             |
| 2001   | Уасаби                         | Wasabi                    | Софи          |             |
| 2005   | Адът                           | L’Enfer                   | Мари          |             |

## Награди и номинации
- 1990 Печели награда „Сезар“ за най-добра актриса.